# 新斯克瓦里亞瓦
50°2′14″N 23°52′30″E / 50.03722°N 23.87500°E
新斯克瓦里亞瓦（烏克蘭語：Нова Скварява），是烏克蘭西部的村莊，隸屬利維夫州的利維夫區。該村處於斯維尼亞河畔，始建於1633年，面積2.71平方公里，2001年人口1,174。